# Ectobius scabriculus
Ectobius scabriculus är en kackerlacksart som beskrevs av Failla och Andre Messina 1976. Ectobius scabriculus ingår i släktet Ectobius och familjen småkackerlackor. Inga underarter finns listade i Catalogue of Life.